# Прэтт, Кайла
Ка́йла Али́сса Прэтт (англ. Kyla Alissa Pratt; род. 16 сентября 1986, Лос-Анджелес, Калифорния, США) — американская актриса и певица.

## Биография
Кайла Алисса Прэтт родилась 16 сентября 1986 года в Лос-Анджелесе (штат Калифорния, США) в семье баскетболиста Джонни МакКюллара и школьной учительницы Кесии Прэтт-МакКюллар. У Кайлы есть четверо младших братьев и сестёр.
Кайла снимается в кино с 1993 года, а также является певицей.
С октября 2005 года Кайла состоит в фактическом браке с музыкантом и татуировщиком Дэнни Килпатриком, с которым она помолвлена с апреля 2011 года. У пары есть две дочери — Лирик Кай Килпатрик (родилась 17.11.2010) и Лайя Килпатрик (родилась 05.08.2013).

## Избранная фильмография
| Год       |   | Русское название     | Оригинальное название | Роль         |
| --------- | - | -------------------- | --------------------- | ------------ |
| 1998      | ф | Доктор Дулиттл       | Dr. Dolittle          | Майя Дулиттл |
| 2001      | ф | Доктор Дулиттл 2     | Dr. Dolittle 2        | Майя Дулиттл |
| 2001—2005 | с | Семья Прауд          | The Proud Family      | Пенни Прауд  |
| 2006      | в | Доктор Дулиттл 3     | Dr. Dolittle 3        | Майя Дулиттл |
| 2009      | ф | Отель для собак      | Hotel for Dogs        | Хизер        |
| 2016      | с | Путь к выздоровлению | Recovery Road         | Триш Коллинз |
| 2021      | с | Зовите меня Кэт      | Call Me Kat           | Рэнди        |